# 尤利廷區

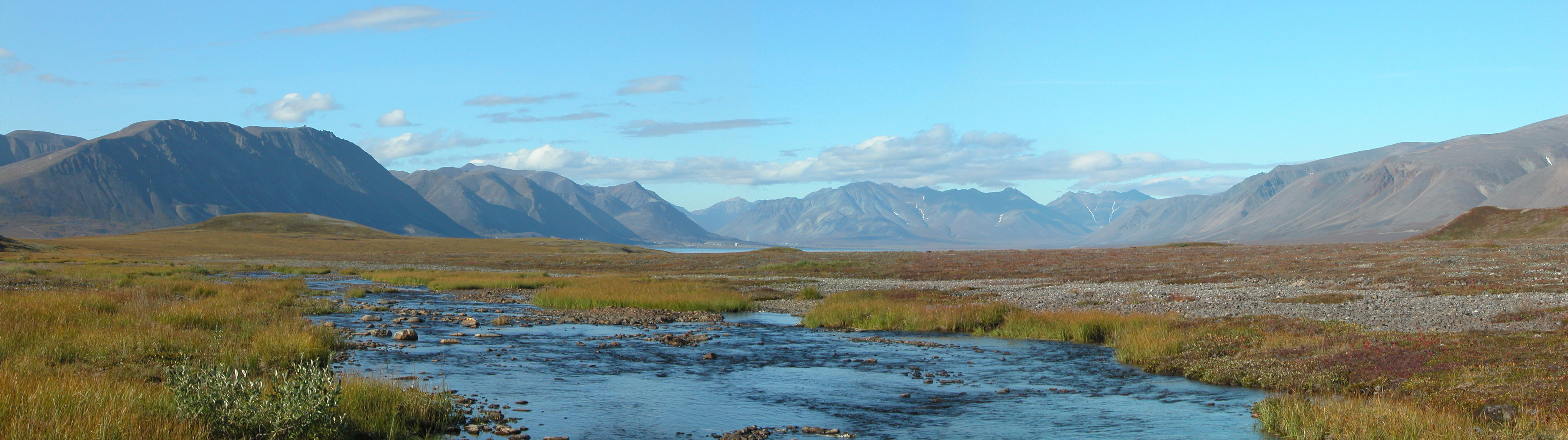

66°40′N 179°00′E / 66.667°N 179.000°E
尤利廷區（俄语：Иультинский район），是俄羅斯的一個區，位於該國東北部，由楚科奇自治區負責管轄，始建於1953年12月2日，面積134,600平方公里，2010年人口4,329，人口密度每平方公里0.03人。